# Stenbocken (stjärnbild)
För andra betydelser, se Stenbocken.
Stenbocken (Capricornus på latin) är en stjärnbild på södra stjärnhimlen. Konstellationen är en av de 88 moderna stjärnbilderna som erkänns av den Internationella Astronomiska Unionen.
Stenbocken ligger på ekliptikan och är en av zodiakens stjärntecken med symbolen .

## Historik
Fastän Stenbocken är den näst svagaste stjärnbilden i zodiaken går myterna och föreställningarna om stjärnbilden tillbaka ända till 2100 f. Kr. På den tiden låg vintersolståndet i Stenbocken. Redan babylonierna och sumererna intresserade sig därför för stjärnbilden. Sumererna kallade den ”getfisken” eller SUHUR-MASH-HA. I babyloniernas stjärnkatalog från 1000 f. Kr. har stjärnbilden också namnet ”getfisken”, MUL.SUHUR.MAŠ.
Stenbocken var en av de 48 konstellationerna som listades av astronomen Klaudios Ptolemaios i hans samlingsverk Almagest. 

## Mytologi
I den grekiska mytologin symboliserar denna stjärnbild ofta stenbock med en fiskstjärt. Det skall ha varit getguden Pan som efter att ha attackerats av Tyfon dök i Nilen och där till hälften förvandlats till fisk. En annan myt säger att det är geten Amalthea.

## Läge
Stenbocken är en ljussvag stjärnbild. Lättast att identifiera är de fyra stjärnor som utgör de två övre (från den norra hemisfären sett) hörnen i den triangel som konstellationen utgörs av.

## Stjärnor

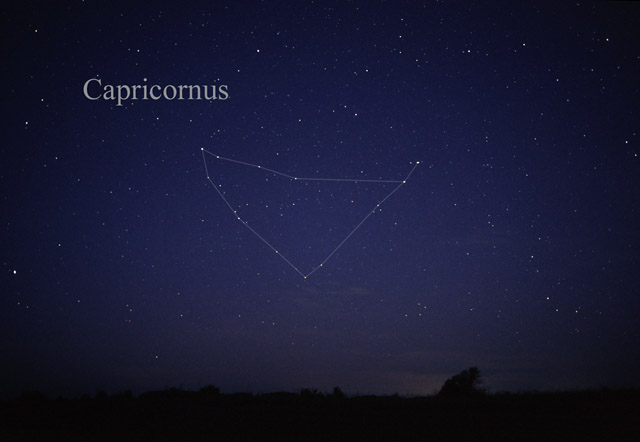
Stjärnbilden Stenbocken (Capricornus) som den kan ses med blotta ögat.

Stenbocken är en ljussvag stjärnbild som bara innehåller en stjärna ljusstarkare än magnitud 3.
- δ - Delta Capricorni (Deneb Algedi, Sheddi) är ljusstarkast med magnitud 2,85 och är ett stjärnsystem som består av fyra stjärnor. Den ljusstarkaste komponenten är en Algol-variabel.[6]
- β - Beta Capricorni (Dabih) består av en dubbelstjärna, Dabih Major och Dabih Minor, som i sin tur är multipelstjärnor. Dabih Major är av magnitud 3,05.
- α - Alfa Capricorni (Algiedi) är en dubbelstjärna med magnituderna 4,30 och 3,58.
- γ - Gamma Capricorni (Nashira) är en blåvit jättestjärna med magnitud 3,69.
- ζ - Zeta Capricorni (Yen) är en dubbelstjärna bestående av en gul superjätte och en vit dvärg. Systemet har magnitud 3,77. Den ljusstarkare stjärnan är en Bariumstjärna med överskott av praseodym.[4]
- θ - Theta Capricorni (Dorsum) är en vit dvärg I huvudserien av magnitud 4,08.
- ω - Omega Capricorni (Baten Algiedi) är en röd jättestjärna med magnitud 4,12.
- ψ - Psi Capricorni är en gulvit jätte av spektraltyp F5 V och magnitud 4,15.

## Djuprymdsobjekt

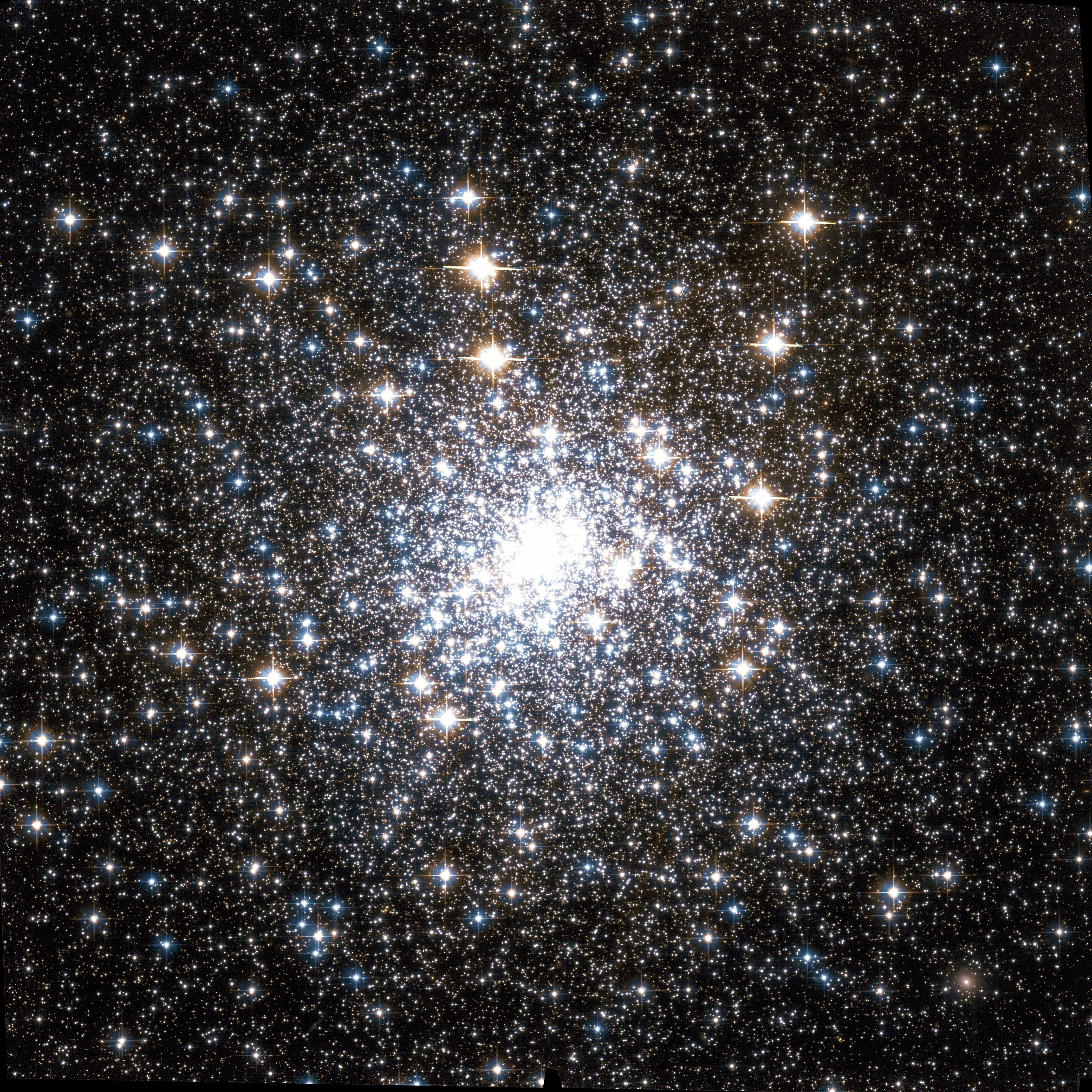
Den klotformiga stjärnhopen M 30.

Stjärnbilden innehåller ett Messierobjekt.

### Stjärnhopar
- Messier 30 (NGC 7099) är en klotformig stjärnhop på ungefär 28000 ljusårs avstånd från Jorden.[8]

### Galaxhopar
- HCG 87 är en kompakt galaxhop ungefär 400 miljoner ljusår från jorden.[9]